# Turandot, princesse de Chine
Pour plus de détails, voir Fiche technique et Distribution.
Turandot, princesse de Chine est un film franco-allemand réalisé par Gerhard Lamprecht et Serge Veber, sorti en 1934 en Allemagne et 1935 en France.

## Synopsis
L'empereur de Chine, sur insistance de son épouse, veut que sa fille, la princesse Turandot, capricieuse et obstinée, se marie enfin mais Turandot n'envisage pas du tout de se marier, critiquant la propre union de ses parents. Les candidats époux qui ne réussissent pas à satisfaire ses exigences en résolvant trois épreuves finissent décapités et leur tête empalée et placée sur le mur du palais pour avertir les futurs candidats. Le prince de Samarcande est le prochain à perdre la tête mais il a de la chance, car le jeune et effronté Kalaf, fortement contrarié par cette méthode martiale de sélection des époux, se met en travers du chemin de la charrette du bourreau. L'étranger s'indigne à mots couverts devant la foule qui s'est amassée et qui ne veut pas manquer le spectacle de la décapitation. De manière assez grotesque, c'est justement le condamné à mort qui veut défendre l'honneur de Turandot, lorsque Kalaf déclare que cette princesse devrait manifestement être mise à genoux. Lors du combat à mains nues qui s'ensuit sur la charrette du bourreau, c'est le serviteur et ami de Kalaf, Willibald, qui se retrouve entre les deux belligérants, qui reçoit le plus de coups.
Au même moment, un laquais se précipite rapidement chez le juge en chef local et lui rapporte l'insolence monstrueuse de cet étranger qui a empêché l'exécution du prince de Samarcande. La femme de chambre de Turandot, Mian Li, ne peut pas non plus annoncer assez vite cette nouvelle à sa maîtresse et rapporte en outre que Kalaf aimerait bien lui donner une bonne fessée. Le malotru est aussitôt présenté à la princesse, qui attend de lui une révérence mais au lieu de cela, l'oiseleur lui lave la tête en bonne et due forme, car elle fait décapiter ses prétendants. Turandot est extrêmement contrariée, car personne n'a jamais osé lui parler ainsi et lorsque le juge en chef entre dans la pièce, elle ordonne de jeter Kalaf en prison, car elle ne veut plus jamais le revoir. Devant la porte, l'empereur passe et félicite vivement Kalaf d'avoir parlé aussi clairement à sa fille.
Peu après, Willibald se présente chez l'empereur pour demander la clémence pour son seigneur et maître Kalaf. Tous deux discutent comme de vieux amis de leur passion pour les oiseaux. Pendant ce temps, le juge en chef informe Kalaf qu'aucun des candidats n'a été décapité jusqu'à présent, les têtes empalées sur les murs du palais ne sont que des répliques parfaites. Turandot espère par cette démonstration qu'ils laisseront enfin tranquilles les prétendants venus des quatre coins du monde. Kalaf décide de mettre un terme à cette cruelle hantise en répondant aux trois énigmes. Le juge en chef se met rapidement en route pour communiquer ce message à Turandot. Le soir, une audience a lieu au cours de laquelle Kalaf doit résoudre les trois énigmes.
La première énigme consiste en trois coupes posées devant lui et dans l'une d'elles se trouve un poison mortel. Kalaf la résout grâce à un tour de passe-passe dans lequel il réunit le contenu de toutes les coupes en une seule et désigne celle qui est désormais la seule remplie. Pour la deuxième énigme, il doit retourner une lourde statue avec deux doigts. Kalaf réfléchit un instant, prend le miroir de la princesse et le tient à l'extrémité de la tête contre la statue, de sorte que celle-ci apparaît comme renversée. La troisième énigme est de savoir de quoi la princesse a rêvé cette nuit. Désespéré, Willibald, qui se tient un peu à l'écart, tente de lui donner des indices que Kalaf ne parvient pas vraiment à interpréter. Lorsque ce dernier, par un tour de passe-passe, fait remonter un petit morceau de tissu blanc le long de son bras, Kalaf répond de souris blanches. Stupéfaite, Turandot doit admettre que cette réponse est correcte.
Turandot doit maintenant épouser Kalaf, mais celui-ci n'a aucune envie de prendre pour épouse une enfant aussi gâtée. Cela ne convient pas non plus à la princesse, car ce jeune homme plein de volonté commence à l'impressionner. Elle se met à pleurer, tandis qu'à l'extérieur, devant la porte, Kalaf explique à l'empereur qu'il a répondu aux énigmes dans le seul but que Turandot commence enfin à courir après un homme et non plus l'inverse. L'empereur transmet à Turandot la condition de Kalaf pour un mariage, elle doit résoudre demain une énigme qu'il a posée. Comme elle n'a pas la moindre idée de quelle énigme il pourrait s'agir, Turandot charge Mian-Li d'espionner son futur époux. Comme elle n'y parvient pas, Turandot se déguise en sa propre femme de chambre et, le visage dissimulé sous un voile, se rend elle-même chez Kalaf. Celui-ci lui explique qu'il ne connaîtra l'énigme que lorsque son oiseau merveilleux, qu'il porte toujours sur lui, chantera. Et celui-ci ne chante, selon Kalaf qui a compris la supercherie de Turandot, que lorsque deux amoureux s'embrassent. Mais Turandot, dans le rôle de Mian-Li, se montre réticente lorsque Kalaf se rapproche d'elle. Elle finit par céder dans l'obscurité de la nuit et se laisse embrasser. Kalaf lui révèle alors son énigme, qui est de savoir combien de perles il y a dans l'océan.
Le lendemain, c'est la grande audience et la princesse Turandot reçoit Kalaf pour qu'il lui pose son énigme. Elle est totalement perplexe lorsque Kalaf lui pose une tout autre question, à laquelle elle pourrait facilement répondre, mais à laquelle elle ne veut peut-être pas répondre. Il lui demande l'identité de la femme qu'il a embrassé la nuit passée. Répondant qu'il s'agit d'elle-même, Kalaf libère alors la princesse de son mariage avec lui. Mais Turandot souhaite vivre avec lui et les deux amants s'embrassent à nouveau.

## Fiche technique
- Titre français : Turandot, princesse de Chine
- Titre allemand : Prinzessin Turandot
- Réalisation : Gerhard Lamprecht et Serge Veber
- Scénario : Serge Veber et Thea von Harbou, d'après la pièce de Carlo Gozzi et Friedrich Schiller
- Photographie : Fritz Arno Wagner
- Décors : Robert Herlth et Walter Röhrig
- Son : Fritz Seidel
- Musique : Franz Doelle
- Pays de production :  France -  Reich allemand
- Production : UFA
- Durée : 83 minutes
- Dates de sortie : 
  - Troisième Reich : 1 décembre 1934
  - France : 14 février 1935

## Distribution
- Käthe von Nagy : Turandot
- Pierre Blanchar : Kalaf
- Marcel Dalio : Hippolyte
- Sinoël : l'empereur
- José Noguero : le prince de Samarcande
- Monette Dinay : Mien-Li
- Marfa Dhervilly : l'impératrice
- Raymond Rognoni : le fruitier
- André Berley : le grand juge
- Julien Carette
- Katia Lova
- Philippe Richard